# ازدواج کودکان در ایالات متحده آمریکا
ازدواج کودک ازدواجی است که در آن حداقل یکی از طرفین زیر ۱۸ سال سن داشته باشند.
در ایالات متحده، هر ایالت، قلمرو و ناحیه فدرال سن ازدواج را در حوزه قضایی خود تعیین می‌کند. از ژانویه ۲۰۲۲، در ۹ ایالت، وقتی که تمام معافیت‌ها در نظر گرفته شود حداقل سن قانونی ندارند. این ایالت‌ها کالیفرنیا، ماساچوست، میشیگان، می‌سی‌سی‌پی، نیومکزیکو، اوکلاهاما، واشینگتن، ویرجینیای غربی و وایومینگ هستند.
از ژوئیه ۲۰۲۱، شش ایالت ازدواج زیر سن قانونی را بدون استثنا ممنوع کرده‌اند،: نیوجرسی (۲۰۱۸)، دلاور (۲۰۱۸)، پنسیلوانیا (۲۰۲۰)، مینه سوتا (2020) رود آیلند. (2021) و نیویورک (2021). ساموآی آمریکایی و جزایر ویرجین ایالات متحده، که قلمروهای ایالات متحده اند، نیز در آن زمان به ازدواج کودکان پایان دادند. چندین ایالت دیگر آمریکا نیز قوانین مشابهی در دست بررسی دارند.
بین سال‌های ۲۰۰۰ تا ۲۰۱۸، نزدیک به ۳۰۰۰۰۰ خردسال به‌طور قانونی در ایالات متحده ازدواج کرده‌اند. اکثریت قریب به اتفاق ازدواج‌های کودکان در ایالات متحده بین یک دختر خردسال و یک مرد بالغ بوده‌است. <undefined /> در بسیاری از موارد، افراد می‌توانند زمانی که زیر سن قانونی رابطه جنسی که بسته به ایالت از ۱۶ تا ۱۸ سال متغیر است هستند ازدواج کنند. در برخی از ایالت‌ها، افراد زیر سن قانونی نمی‌توانند طلاق بگیرند یا همسر خود را ترک کنند، و پناهگاه‌های خشونت خانگی معمولاً افراد زیر سن قانونی را نمی‌پذیرند.
از لحاظ تاریخی، ازدواج کودکان از نظر فرهنگی رسمی قابل قبول بوده‌است، اما امروزه به‌طور فزاینده ای به عنوان نوعی از سوء استفاده جنسی از کودکان تلقی می‌شود. برخی از سازمان‌های بین‌المللی، از جمله وزارت خارجه آمریکا، آن را نقض حقوق بشر اعلام کرده‌اند. برخی از محققان به این نتیجه رسیده‌اند که ازدواج کودکان پیامدهایی دارد. همراه با تهدید آزار جنسی، کودکان ممکن است در معرض کاهش تحصیلات، حاملگی‌های اولیه و آسیب‌های روانی قرار گیرند.

## زمینه

### جمعیت‌شناسی

#### محل
بر اساس اطلاعات گردآوری شده توسط مرکز تحقیقات پیو، ازدواج کودکان به‌طور کلی در برخی از جنوب ایالات متحده رایج تر است.
بیشترین موارد ازدواج کودکان در ویرجینیای غربی، فلوریدا، تگزاس، نوادا، اوکلاهما، آرکانزاس، کالیفرنیا، تنسی، و کارولینای شمالی است. بر اساس گزارش Frontline توسط Anjali Tsui, Dan Nolan و Chris Amico، ایالت‌های با بالاترین نرخ ازدواج کودکان در سال ۲۰۱۰ عبارتند از: آیداهو، یوتا، آریزونا، تگزاس، می‌سی‌سی‌پی، آلاباما، آرکانزاس، کنتاکی، ویرجینیای غربی و میزوری. ایالت‌های با کمترین نرخ عبارتند از دلاور، نیوجرسی، مونتانا، ایندیانا، داکوتای شمالی، اوهایو، نیویورک، ورمونت، نیوهمپشر و ماساچوست.
مطالعه Koski/Heymann نشان داد که شیوع ازدواج کودکان از بیش از ۱۰ در ۱۰۰۰ نفر در ویرجینیای غربی، هاوایی و داکوتای شمالی تا کمتر از ۴ مورد در ۱۰۰۰ در مین، رود آیلند و وایومینگ متغیر است.

#### نژاد/قومیت
موارد ازدواج کودکان در همه جمعیتهای نژادی/قومی وجود دارد، اما در برخی از آنها نسبت به بقیه شیوع بیشتری دارد. موارد ازدواج در میان کودکان سفیدپوست غیر اسپانیایی (۵٫۰ در ۱۰۰۰) کمتر از تقریباً در میان هر گروه نژادی یا قومی دیگری بود که مورد مطالعه قرار گرفت؛ به ویژه در میان کودکان سرخپوست یا چینی تبار (به ترتیب ۱۰٫۳ و ۱۴٫۲) زیاد بود علاوه بر این، دختران سیاهپوست متولد ایالات متحده حدود ۱٫۵ برابر بیشتر از دختران سفیدپوست متولد ایالات متحده در سنین زیر سن قانونی ازدواج می‌کنند. احتمال ازدواج دخترانی با اصالت هیسپنیک / لاتین نسبت به دخترانی که دارای اصالت سیاه یا سفید هستند در سن خردسالی بیشتر است.